# Оцу

О́цу (яп. 大津市, おおつし, МФА: [oːt͡su̥ ɕi]?) — місто в Японії, в префектурі Сіґа. Розташоване в південно-західній частині префектури, на південно-західному березі озера Біва. Входить до списку центральних міст Японії. Адміністративний центр префектури. Виникло на основі стародавньої японської столиці 7 століття, заснованої Імператором Тендзі. В середньовіччі та новому часі було купецьким портовим і постоялим містечком на Східноморському шляху. Через близькість до Кіото мало велике стратегічне значення. Отримало статус міста 1898 року. Площа становить 464,10 км². Станом на 1 серпня 2011 року населення складало 336 430  осіб, густота населення — 725 осіб/км².  Основою економіки є сільське господарство, рибальство, харчова промисловість, виробництво електротоварів, комерція, туризм.  В місті розташовані буддистські монастирі Енряку, Ондзьо, Ісіяма, численні синтоїстські святилища та руїни замків. Частина культурних пам'ятка міста занесені до Світової спадщини ЮНЕСКО та Національних скарбів Японії.

## Географія
Оцу розташоване на південно-західному березі озера Біва. У північній частині міста переважають гори, а у південній — рівнини. Центр Оцу знаходиться на півдні і здавна відігравав роль «воріт до Кіото». Найбільшою і найвідомішою горою міста є священна гора Хієй, у підніжжя якої знаходиться одна з головних синтоїстських святинь — святилище Хійосі.

## Історія
Оцу має давню історію. У 662 році імператор Тендзі заснував тут свій палац Омі-мія і переніс до нього столицю японської держави. У 9 столітті, після утвердження столиці у Кіото, Оцу стало місцем спорудження пристоличних буддистських храмів і монастирів. Серед найбільших були Енряку і Мії секти Тендай — впливові буддистські і наукові центри середньовічної Японії.

## Уродженці
- Мотідзукі Сатору (* 1964) — японський футболіст.